# Mambéré (Fluss)
Der Mambéré ist ein Fluss in der Zentralafrikanischen Republik.

## Verlauf
Er entspringt etwa 50 km südöstlich der Stadt Meiganga, direkt an der Grenze zu Kamerun in der Präfektur Nana-Mambéré am Rande des  Hochlandes von Adamaua. Von da fließt er südöstlicher Richtung. In seinem Oberlauf hat er nur geringes Gefälle. Bei Carnot nimmt er den Nana, seinen wichtigsten Nebenfluss, auf. Etwa 80 km unterhalb von Carnot ändert er seinen Kurs und fließt direkt nach Süden, bis er sich bei Nola mit dem Kadéï vereinigt und dadurch den Sangha bildet.

## Rohstoffe
Der Mambéré stellt eine erwähnenswerte Lagerstätte für Diamanten dar.